# Es (muziek)

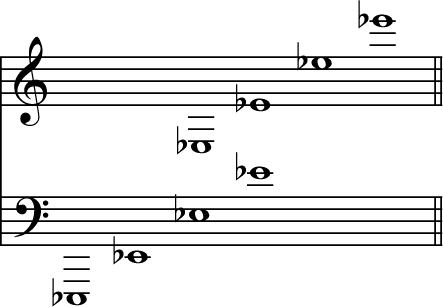
Notatie van de Es

De Es is een met een halve toonafstand verlaagde stamtoon E. In de gelijkzwevende stemming is het dezelfde toon als de Dis (D#), een met een halve toon verhoogde D. De Es wordt geschreven als E♭. In de van de stamtonen afgeleide (majeur) toonladders komt de toon Es voor het eerst voor als kwart in de toonladder van bes, die twee mollen heeft. De verhouding van de frequenties van de grondtoon bes en de kwart Es is in de reine stemming 3:4.

## Octavering in de gelijkzwevende stemming
In de onderstaande tabel staan de frequenties in de gelijkzwevende stemming van de Es in de verschillende octaven, gebaseerd op een frequentie van 440 Hz voor de kamertoon A. In elk lager octaaf is de frequentie de helft van de frequentie in het bovenliggende octaaf.
| Musicologische notatie | Helmholtznotatie | Octaafnaam           | Frequentie (Hz) |
| ---------------------- | ---------------- | -------------------- | --------------- |
| E♭-1                   | E♭,,,            | Subsubcontra-octaaf  | 9.723           |
| E♭0                    | E♭,,             | Subcontra-octaaf     | 19.445          |
| E♭1                    | E♭,              | Contra-octaaf        | 38.891          |
| E♭2                    | E♭               | Groot octaaf         | 77.782          |
| E♭3                    | e♭               | Klein octaaf         | 155.563         |
| E♭4                    | e♭′              | Eéngestreept octaaf  | 311.127         |
| E♭5                    | e♭′′             | Tweegestreept octaaf | 622.254         |
| E♭6                    | e♭′′′            | Driegestreept octaaf | 1244.508        |
| E♭7                    | e♭′′′′           | Viergestreept octaaf | 2489.016        |
| E♭8                    | e♭′′′′′          | Vijfgestreept octaaf | 4978.032        |
| E♭9                    | e♭′′′′′′         | Zesgestreept octaaf  | 9956.063        |